# Kibana (nádraží)
Kibana (japonsky 木花駅, Kibana-eki) je neobsazená železniční stanice společnosti JR Kjúšú na trati Ničinan. Zastavují zde osobní i spěšné vlaky.

## Navazující stanice
JR Kjúšú
Trať Ničinan
■Spěšné vlaky Ničinan Marine (japonsky 日南マリーン号)
Tajoši (5,5 km) ◄ Kibana ► (2,4 km) Undókóen
■Osobní vlaky
Minamikata (3,3 km) ◄ Kibana ► (1,5 km) Undókóen